# Model švicarskega sira
Model švicarskega sira za vzroke nesreč ali Reasonov patogeni model je model, ki se uporablja pri analizi in obvladovanju tveganja na različnih področjih, vključno z letalsko varnostjo, inženirstvom, zdravstvom in službami nujne pomoči, in kot ponazoritev načela večplastne varnosti, ki se uporablja na področju računalniške varnosti in globinske obrambe. Človeški sistemi so predstavljeni z več rezinami švicarskega sira, zloženimi druga ob drugi, pri čemer tveganje za uresničnitev nevarnosti zmanjšujejo različne plasti in vrste obramb, postavljenih druga za drugo. Teoretično se nevarnosti kljub napakam in slabostim posamezne vrste obrambe ne uresničijo, saj kritično točko odpovedi preprečujejo druge vrste obrambe. Model sta prva formalno predstavila Dante Orlandella in James T. Reason z Univerze v Manchestru in se je od takrat splošno uveljavil. Včasih ga imenujejo »učinek kumulativnega ukrepanja«.
Čeprav velja model švicarskega sira za primeren in koristen način povezovanja konceptov, so kritiki večkrat opozorili, da se uporablja preširoko, brez ustrezne podpore in brez zadostnega upoštevanja drugih modelov.

## Področja napak
Reason je predpostavil, da je mogoče večino nesreč pripisati enemu od štirih področij napak: organizacijskim vplivom, nadzoru, začetnim okoliščinam in posebnim dejanjem.  Tako spadajo v letalstvu med začetne okoliščine nevarnega ravnanja utrujenost letalske posadke in neustrezne komunikacijske prakse. Nevarni nadzor zajema na primer združevanje neizkušenih pilotov na nočnem letu ob znanem neugodnem vremenu. Organizacijski vplivi zajemajo stvari, kot je zmanjšanje izdatkov za usposabljanje pilotov v času finančnega varčevanja. 

## Luknje in rezine
Pri modelu švicarskega sira se obramba organizacije pred odpovedjo modelira kot vrsta pregrad, predstavljenih z rezinami sira. Luknje v rezinah predstavljajo pomanjkljivosti posameznih delov sistema in na rezinah neprestano spreminjajo svojo velikost in položaj. Odpoved sistema se zgodi, ko se za trenutek poravnajo luknje na vseh rezinah, kar (z Reasonovimi besedami) ustvari »pot nesreče«, pri čemer nevarnost prodre skozi luknje vseh rezin in pvozroči odpoved.   
Frosch je Reasonov model matematično opisal kot model perkolacijske teorije in ga analiziral kot Bethejevo mrežo.

## Aktivne in prikrite napake
Model vključuje aktivne in prikrite napake. Aktivne napake zajemajo nevarna dejanja, ki jih lahko neposredno povežemo z nesrečo, na primer (pri letalskih nesrečah) navigacijske napake. Prikrite napake vključujejo dejavnike, ki lahko ostanejo več dni, tednov ali mesecev prikriti, dokler ne privedejo do nesreče. Prikrite napake ustrezajo prvim trem področjem napak v Reasonovem modelu.
Ob začetku uporabe modela švicarskega sira, od konca leta 1980 do približno leta 1992, so poskušali združiti dve teoriji: model večplastne obrambe Jamesa Reasona in tritočkovno teorijo o nastanku nesreč Willema Alberta Wagenaarja. V tem obdobju so shemo švicarskega sira predstavljali z rezinami, označenimi kot aktivne napake, začetne okoliščine in prikrite napake.
Ti poskusi združitve dveh teorij še danes povzročajo zmedo. Pri pravilnejši različici kombiniranih teorij so aktivne napake (zdaj imenovane neposredni vzroki), začetne okoliščine in prikrite napake (zdaj imenovana osnovni vzroki) razlog, zakaj ima vsaka pregrada (rezina sira) luknje, rezine sira pa ponazarjajo pregrade.

## Uporaba
Enako razlago lahko uporabimo tudi na nekaterih področjih varovanja zdravja. Prikrita napaka je lahko na primer podobna embalaža dveh zdravil, ki se v lekarni shranjujeta drugo ob drugem. Taka napaka bi lahko privedla do dajanja napačnega zdravila. Tovrstne raziskave so privedle do spoznanja, da so lahko medicinske napake posledica »sistemskih napak, ne pa napak značaja«, in da niso vzrok za napake le pohlep, nevednost, zloba ali lenoba.
Lubnau in Okray sta model uporabila pri načrtovanju gasilskih sistemov, da bi z »vstavljanjem dodatnih plasti sira v sistem«, in sicer s tehnikami vodenja timskega dela, zmanjšali pojavljanje človeških napak.
To je eden izmed številnih modelov, naštetih s sklici v Taylor in sod. (2004).
Kamoun in Nicho sta model švicarskega sira uporabila kot priročen teoretični model za razlago večstranskih (človeških, organizacijskih in tehničnih) vidikov kršitev varovanja zdravstvenih podatkov.